# آردلا
آردلا (به لاتین: Aardla) یک روستا در استونی است که در دهستان هاسلاوا واقع شده‌است.